# Michael J. Harney
Michael J. Harney (* 27. března 1956 Bronx, New York, Spojené státy americké) je americký filmový, televizní a divadelní herec. Mezi jeho nejznámější role patří detektiv Mike Roberts v seriálu Policie New York, Steve Fields v seriálu Deadwood a vězeňský poradce Sam Healy v Holkách za mřížemi.

## Filmografie

### Film
| Rok  | Název                     | Role                 | Poznámky       |
| ---- | ------------------------- | -------------------- | -------------- |
| 1993 | Italský film              | Mike                 |                |
| 1996 | Gone in the Night         | Richard Daley mladší | Televizní film |
| 1997 | Turbulence                | maršál Marty Douglas |                |
| 1997 | NightMan                  |                      | Televizní film |
| 1999 | Šedesátá léta             | Tom Gryzbowski       | Televizní film |
| 1999 | Millennium Man            | Col. Brody           | Televizní film |
| 2000 | Transport                 | kapitán Mark Travis  |                |
| 2000 | Erin Brockovich           | Pete Jensen          |                |
| 2001 | Bachař z věznice Red Rock | Henry Masters        | Televizní film |
| 2003 | Hráči                     | Micky Swift          |                |
| 2007 | Captivity                 | detektiv Bettiger    |                |
| 2007 | Dannyho parťáci 3         | Blackjack Pit Boss   |                |
| 2008 | Zprávy TV Onion           | detektiv             |                |
| 2010 | Salvation Road            | Douglas Moorland     | Krátký film    |
| 2013 | hIMPERFECT                | Pop                  | Televizní film |
| 2015 | Bad Hurt                  | Ed Kendall           |                |
| 2016 | Soy Nero                  | Seymour              |                |

### Televize
| Rok       | Název                              | Role                         | Poznámky                                                |
| --------- | ---------------------------------- | ---------------------------- | ------------------------------------------------------- |
| 1992      | Právo a pořádek                    | detektiv Gullikson           | Epizoda: „Trust“                                        |
| 1993–1999 | Policie New York                   | Mike Roberts                 | 12 epizod                                               |
| 1994      | Právo v Los Angeles                | pan Justin                   | Epizoda: „Whose San Andreas Fault Is It, Anyway?“       |
| 1994      | Právo a pořádek                    | Aaron Packard                | Epizoda: Old Friends                                    |
| 1994      | Cosbyho případy                    | Mike Principe                | Epizoda: „Self Defense"                                 |
| 1995      | The Great Defender                 | Clark                        | Epizoda: „Twelve Angry Men"                             |
| 1995      | Zprávy z New Yorku                 |                              | Epizoda: „A Question of Truth"                          |
| 1995      | Vesmír: Civilizace v ohrožení      | Questioner                   | Epizoda: „Eyes"                                         |
| 1995      | Smrt na Sunset Highway             | Det. John Raines             | Epizoda #1.2                                            |
| 1996      | The Burning Zone                   | pan Davis                    | Epizoda: „Night Flight"                                 |
| 1996      | Zmije                              |                              | Epizoda: „Diamond in the Rough"                         |
| 1997      | Advokáti                           | Walt Frazier                 | Epizoda: „Trial and Error"                              |
| 1997      | Právo a pořádek                    | Stu Miller                   | Epizody: „D–Girl“ a „Turnaround“                        |
| 1997      | Chameleon                          | maršál Bob Garrison          | Epizoda: „Unhappy Landings"                             |
| 1997      | Diagnóza vražda                    | Kurt Vaughn                  | Epizoda: „The Murder of Mark Sloan"                     |
| 1997      | Night Man                          | pan Krueger                  | Epizoda: „Pilot"                                        |
| 1997      | Total Security                     | Charlie Kiplinger            | Epizoda: „Pilot"                                        |
| 1997      | Návštěvník                         | Warden Burke                 | Epizoda: „Caged"                                        |
| 1998      | Pensacola – Zlatá křídla           | agent FBI                    | Epizoda: „Game, Set and Match"                          |
| 1998      | Star Trek: Stanice Deep Space Nine | Chadwick                     | Epizoda: „Honor Among Thieves"                          |
| 1998      | Nemocnice Chicago Hope             | Chuck Lutsky                 | Epizoda: „Deliverance"                                  |
| 1998      | Pomsta – s.r.n.                    | Carl Witherspoon             | Epizoda: „Justice"                                      |
| 1998      | Lovec z podsvětí                   | Det. Charlie Hirrsh          | Epizoda: „Pilot"                                        |
| 1998      | Dotek anděla                       | Carl                         | Epizoda: „An Angel on the Roof"                         |
| 1999      | Sedm dní                           | Pierce Nolland               | Epizoda: „Parkergeist"                                  |
| 1999      | Pohotovost                         | pan Stehly                   | Epizoda: „Last Rites"                                   |
| 2000      | Případ pro Sam                     | Mike Caldare                 | Epizoda: „Random Act"                                   |
| 2000      | Walker, Texas Ranger               | Bart Slocum                  | Epizoda: „The Bachelor Party"                           |
| 2000      | Buffy, přemožitelka upírů          | Xanderův otec                | Epizoda: „Restless"                                     |
| 2000      | Býk                                | Frank Durski                 | Epizoda: „White Knight"                                 |
| 2000      | Křižovatky medicíny                | Edward Duke                  | Epizoda: „Dependency"                                   |
| 2001      | Detektiv Nash Bridges              | Jerry Stevens                | Epizoda: „Bear Trap"                                    |
| 2001      | Bostonská střední                  | pan Pierce                   | Epizoda: „Chapter Ten"                                  |
| 2001      | Uprchlík                           | detektiv DeVries             | Epizoda: „Sea Change"                                   |
| 2001      | Neviditelný                        | Malachi Royce                | Epizoda: „Father Figure"                                |
| 2002      | Drzá Jordan                        | John Morrissey               | Epizoda: „One Twelve"                                   |
| 2002      | JAG                                | Barman                       | Epizody: „Need to Know“ a „When the Bough Breaks"       |
| 2003      | Tremors                            | Gene Fallon                  | Epizoda: „Ghost Dance"                                  |
| 2003      | Strážkyně zákona                   | Bob Willets                  | Epizoda: „Acts of Betrayal"                             |
| 2004      | Odložené případy                   | Charlie Rinzler              | Epizoda: „Volunteers"                                   |
| 2005      | Beze stopy                         | Detektiv Roberts             | Epizoda: „Lone Star"                                    |
| 2005–2006 | Deadwood                           | Steve                        | 12 epizod                                               |
| 2006      | Spiknutí                           | Robert Rubia / Roberta Rubia | Epizody: „Pilot", „Before the Flood“ a „The Feed“       |
| 2007      | Lincoln Heights                    | velitel jednotek SWAT        | Epizoda: „Spree"                                        |
| 2007      | Smith                              | Stu Binder                   | Epizoda: „Seven"                                        |
| 2007      | Jednotka zvláštního určení         | Crew Chief                   | Epizoda: „M.P.s“                                        |
| 2007      | Na doživotí                        | John Garrity                 | Epizody: „Farthingale“ a „Serious Control Issues“       |
| 2007      | Ve městě hurikánů                  | Burt Reynolds                | Epizoda: „Flood, Wind, and Fire“"                       |
| 2008      | Myšlenky zločince                  | Pat Mannan                   | Epizoda: „3rd Life“"                                    |
| 2008      | Raising the Bar                    | detektiv Robert Dougherty    | Epizody: „Pilot“ a „Bagels and Locks“                   |
| 2008      | Božská mrcha                       | Jerry Carver                 | Epizoda: „It's Better When I Can See You“               |
| 2009      | Vražedná čísla                     | U.S. Marshal                 | Epizoda: „Shadow Markets"                               |
| 2009      | Anatomie lži                       | Elliot Greene                | Epizoda: „Lack of Candor“                               |
| 2010      | Město ztracených                   | Sam Edick                    | Jedna z hlavních rolí                                   |
| 2010      | Kriminálka Los Angeles             | detektiv Frank Scarli        | Epizoda: „Human Traffic“                                |
| 2010–2011 | Obhájci                            | seržant Smith                | Epizody: „Nevada v. Sen. Harper“ a „Nevada v. Wayne“    |
| 2011–2012 | Tráva                              | detektiv Mitch Ouellette     | 13 epizod                                               |
| 2012–2013 | Vegas                              | Leo Farwood                  | Epizody: „(Il)Legitimate“, „Solid Citizens“ a „Paiutes“ |
| 2013–2019 | Holky za mřížemi                   | Sam Healy                    | Jedna z hlavních rolí                                   |
| 2014      | Temný případ                       | Steve Geraci                 | 4 epizody                                               |
| 2015      | Kravaťáci                          | Joe Henderson                | 2 epizody                                               |

### Videohry
| Rok  | Název                       | Role       | Poznámky |
| ---- | --------------------------- | ---------- | -------- |
| 2011 | Star Wars: The Old Republic | Darth Marr |          |